# 둥만성
둥만성(중국어 간체자: 东满省, 정체자: 東滿省, 병음: Dōngmán, 한국어: 동만성)은 만주국의 성이다. 1945년 5월, 만주국 정부는 둥만총성을 폐지하면서, 둥만성을 신설하였다. 1945년 8월, 만주국이 해체되면서 자연 소멸되었다.

## 같이 보기
- 만주국의 행정 구역